# Jesús Capitán
Jesús Capitán Prado (* 26. März 1977 in Camas), genannt Capi, ist ein spanischer Fußballspieler, der zuletzt für Deportivo Xerez in der Segunda División spielte.

## Spielerkarriere
Abgesehen von den beiden Jahren, in denen er an unterklassige Vereine ausgeliehen war, hat Capi seine gesamte Karriere bei Betis verbracht. In der Saison 1998/99 spielte er für Jerez CF, im folgenden Jahr für Granada CF. Sein Debüt für Betis gab er am 26. Mai 1997 gegen den FC Valencia. Sein größter Erfolg war der Gewinn der Copa del Rey im Jahr 2005.
Auch nach Betis' Abstieg aus der Primera División im Jahr 2009 blieb Capi dem Verein treu, wechselte aber ein Jahr später zum Ligakonkurrenten Deportivo Xerez.

### International
Capi spielte viermal für die spanische Nationalmannschaft. Sein internationales Debüt gab er im Spiel gegen die Niederlande.

### Erfolge
- 2005 – Copa del Rey – Real Betis